# Piaggio
Được thành lập từ năm 1884, ngày nay tập đoàn Piaggio & C. S.p.A. với trụ sở chính đặt tại Pontedera thuộc thành phố Pisa của Ý đóng vai trò nhà sản xuất hàng đầu của châu Âu và một trong bốn hãng tiên phong trong lĩnh vực xe hai bánh trên toàn thế giới với 5 trung tâm Nghiên cứu & Phát triển và trên 7.000 nhân viên. Các dòng xe của Piaggio & C. S.p.A. gồm scooter, xe máy và motor từ 50 đến 1.200 phân khối, với các nhãn hiệu Piaggio, Vespa, Gilera, Aprilia, Moto Guzzi và Derbi. Ngoài ra Piaggio còn tham gia vào thị trường với các dòng xe 3 và 4 bánh Ape, Porter và Quargo.Nhà máy Piaggio Việt Nam được thành lập tháng 6 năm 2009 tại: Lô M- Khu CN Bình Xuyên, H. Bình Xuyên, tỉnh Vĩnh Phúc.Trong 3 năm qua, Piaggio Việt Nam đã xây dựng một mạng lưới cửa hàng Piaggio khắp các tỉnh thành trên toàn quốc, và tiêu thụ tại thị trường Việt Nam hơn 160,000 sản phẩm gồm các mẫu xe Vespa, Liberty, Zip và Fly... Hiện tại với nhu cầu phát triển của thị trường, Piaggio Việt Nam đã xây dựng thêm một nhà máy sản xuất động cơ để đáp ứng nhu cầu tăng trưởng sản phẩm và đang lên kế hoạch tung ra thị trường một số mẫu xe đáp ứng nhu cầu, thị hiếu của người tiêu dùng Việt Nam.theo Piaggio, tổng số xe tiêu thụ thuộc các thương hiệu như Vespa, Piaggio hay Aprilla trên toàn thế giới là 555.600 xe,Piaggio cho biết doanh thu bán xe 2 bánh tại châu Âu đã giảm trong năm thứ 6 liên tiếp.Piaggio Việt Nam năm 2013 bán 56.300 chiếc, bằng chưa đến 20% năng lực sản xuất, với doanh số ước tính trên dưới 3.000 tỷ đồng.Trong vài năm tới, hãng cũng dự định cho ra mắt 19 mẫu xe mới với hy vọng thúc đẩy lượng xe tiêu thụ từ 555.600 trong năm trước lên 800.000, tương đương mức tăng 70%.

## Lịch sử
Hãng được thành lập bởi Rinaldo Piaggio tại Genoa vào năm 1884. Lúc đầu Piaggio sản xuất tàu thủy và sau đó là đầu máy và toa xe lửa. Trong Thế chiến I, hãng tập trung vào sản xuất máy bay và thủy phi cơ. Hãng mở rộng hoạt động tại Pisa vào năm 1917 và tại Pontedera vào năm 1921. Trong Thế chiến II, hãng sản xuất oanh tạc cơ. Các nhà máy của Piaggio là mục tiêu đánh phá của quân Đồng Minh. Sau Thế chiến II, nền kinh tế của Ý bị tê liệt và tình trạng đường sá bị hư hỏng nặng khiến việc tái phát triển thị trường ô-tô trở nên khó khăn. Con trai của Rinaldo Piaggio là Enrico Piaggio quyết định rời khỏi lĩnh vực hàng không để đáp ứng nhu cầu cấp thiết về phương tiện di chuyển hiện đại và chi phí chấp nhận được. Từ đó ý tưởng về phương tiện giá rẻ cho công chúng ra đời.
Kĩ sư hàng không Corradino D'Ascanio, người chịu trách nhiệm thiết kế và xây dựng máy bay trực thăng hiện đại đầu tiên của Agusta, được Enrico Piaggio đề nghị thiết kết chiếc xe đơn giản, mạnh và giá cả chấp nhận được. Chiếc xe này phải dễ lái cho cả nam và nữ, có thể chở thêm người, không làm dơ bẩn quần áo người lái. Năm 1946, Piaggio giới thiệu chiếc scooter Vespa (tiếng Ý có nghĩa là ong bắp cày) huyền thoại với hơn 1 triệu chiếc được sản xuất trong 10 năm.

### Phát triển
Với dòng tiền mạnh có từ sự thành công của Vespa, Piaggio đã phát triển các sản phẩm khác, trong đó có chiếc xe hơi nhỏ Vespa 400 vào năm 1957.
Năm 1959, Piaggio chịu sự kiểm soát của gia đình Agnelli, chủ của hãng xe Fiat SpA. Do quyền sở hữu rộng hơn của Fiat trong nền công nghiệp của Ý, năm 1964 hai bộ phận (hàng không và mô-tô) của hãng được chia thành 2 công ty độc lập. Bộ phận hàng không được đặt tên là IAM Rinaldo Piaggio. Ngày nay công ty máy bay Piaggio Aero nằm dưới sự kiểm soát của gia đình Piero Ferrari, họ cũng nắm giữ 10% của hãng xe Ferrari.
Năm1969 công ty mô-tô mua Gilera.

### Thay đổi chủ sở hữu
Năm 1959, Piaggio chịu sự kiểm soát của gia đình Agnelli, chủ của hãng xe Fiat SpA. Vespa tiếp tục phát triển mạnh cho đến năm 1992 khi Giovanni Alberto Agnelli trở thành giám đốc điều hành (CEO), nhưng Agnelli đã bị ung thư và mất vào năm 1997. Năm 1999 Morgan Grenfell Private Equity mua lại Piaggio, nhưng kế hoạch kinh danh đầy triển vọng vấp phải sự thất bại trong liên doanh ở Trung Quốc. Ở Ý, Piaggio đầu tư 15 triệu euro (19,4 triệu đô-la Mĩ) cho mẫu xe mô-tô mới, nhưng đã từ bỏ nó sau khi xây dựng mô hình mẫu. 
Cuối năm 2002, công ty nợ đến 577 triệu euro trên tổng doanh thu 945 triệu euro, và thiệt hại 129 triệu euro.
Tháng 10 năm 2003, Roberto Colaninno đầu tư 100 triệu euro thông qua công ty Immsi SpA của ông để đạt được cổ phần ngay 1/3 của Piaggio và có quyền vận hành công ti. Giám đốc điều hành Rocco Sabelli tái cấu trúc nhà xưởng theo các nguyên tắc của Nhật Bản để chiếc scooter Piaggio có thể lắp ráp trên bất cứ dây chuyền nào. Sau đó Piaggio mua lại hãng sản xuất scooter và mô-tô Aprilia, cùng với đó là hãng sản xuất mô-tô Moto Guzzi vốn dưới quyền sở hữu của Aprilia.
Năm 2006, Piaggio lên Sàn giao dịch chứng khoán Milan và trở thành công ty đại chúng.
Tháng 4 năm 2006. công ty đầu tư Mubadala, thuộc sở hữu của chính quyền Abu Dhabi, mua 35% giá trị tài sản của Piaggio Aero nhằm phát triển sản phẩm mới.

## Nhãn hiệu và kiểu

### Các nhãn hiệu nhóm
- Aprilia - mô-tô, scooter và xe đạp có động cơ (moped)
- Derbi - mô-tô, scooter, xe đạp có động cơ và xe địa hình (ATV)
- Gilera - mô-tô, scooter và xe đạp có động cơ
- Ligier - ô-tô nhỏ 4 bánh
- Moto Guzzi - mô-tô
- Piaggio - scooter, xe đạp có động cơ, xe hơi nhỏ và các xe cộ thương mại nhỏ
- Vespa - scooter và xe đạp có động cơ
- Laverda - siêu xe mô-tô thể thao

### Các kiểu sản phẩm Piaggio

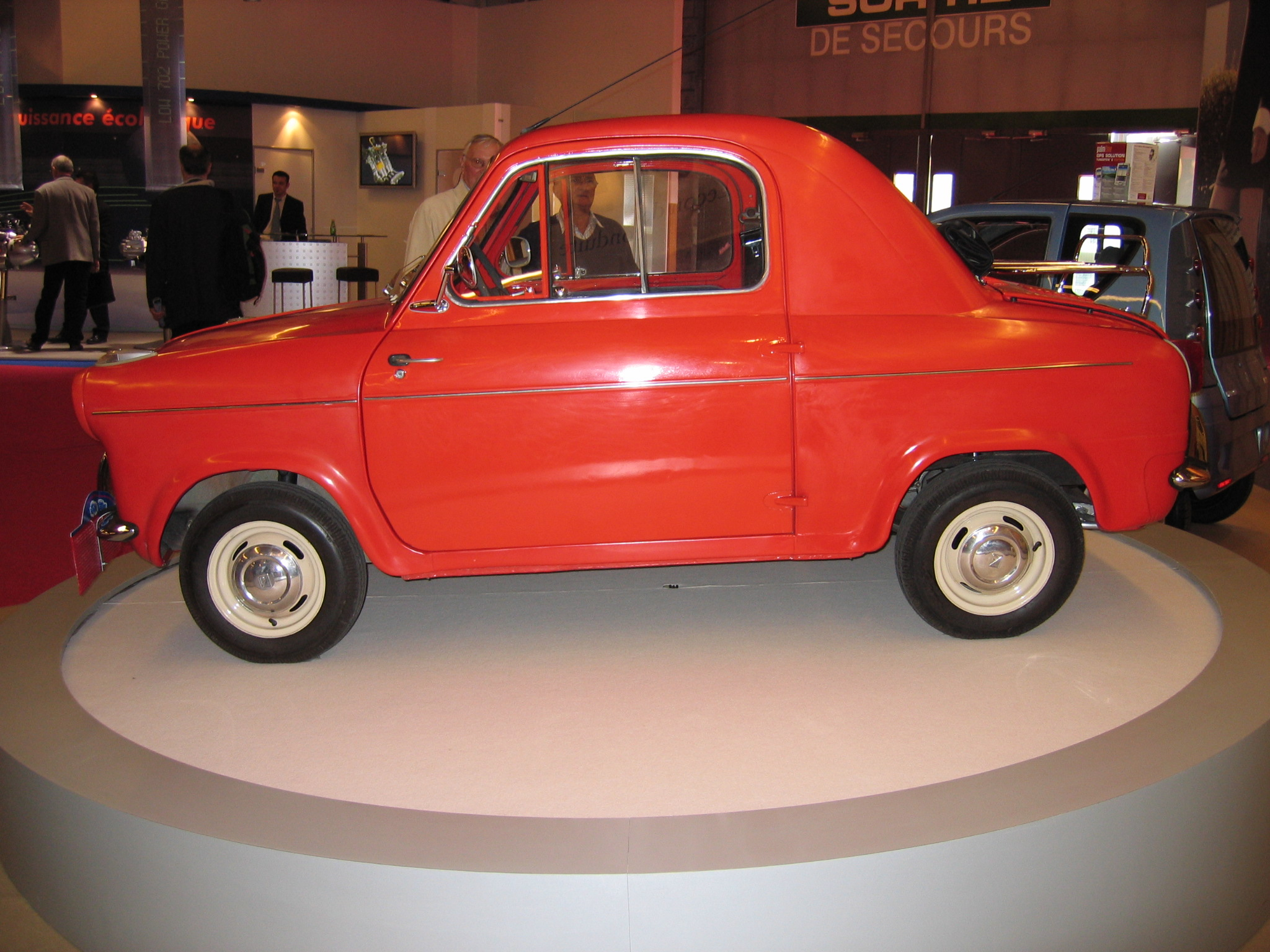
Vespa 400 tại Triển lãm mô-tô Pari năm 2004

- Vespa 400
- Vespa ET2 (50 cc) & ET4 (125 cc & 150 cc) 1996-2005
- Vespa LX50 (50 cc) LX125 (125 cc) LX150 (150 cc) 2006 - Thay cho dòng ET
- Vespa GT125/GT200/GTS250ie/GTS300ie Super (còn gọi là Grand Turismo và Grand Turismo Sport)
- Vespa LXV125/LXV150/GTV/GT60 (phiên bản đặc biệt và phiên bản sưu tập vận hành hạn chế LX125/LX150 GTS250)
- Vespa PX125/150/200
- Vespa Cosa
- Vespa PK 50/80/100/125
- Vespa ET3
- Vespa Primavera
- Vespa V90 & V50
- Vespa GS150/160
- Vespa SS180
- Vespa Rally 180/200
- Vespa Sprint
- Vespa Super 125/150
- Piaggio Ape: xe bán tải nhỏ 3 bánh.
- Piaggio Porter: xe tải nhỏ 4 bánh và xe bán tải nhỏ, tương tự Hijet của Daihatsu.
- Piaggio P180 Avanti: máy bay thương mại
- Piaggio MP3: scooter 3 bánh có mui
- FLY50/100/125/150
- Free50/90/126
- Typhoon 50 cc, 80cc, 125 cc (1995–2000)
- Sfera NSL (50 cc & 80 cc) 1991-1995
- Sfera RST (RST viết tắt của Restyle) (50 cc 2 thì & 125 cc 4 thì) 1995 - ??
- NRG mc1-3 (50 cc) (mc viết tắt của mark)
- NRG Power PureJet (50 cc bơm nhiên liệu, làm lạnh bằng nước)
- NRG Power DT (làm lạnh bằng không khí) và DD (làm lạnh bằng chất lỏng), cả hai được giới thiệu năm 2005
- Zip (50 cc 2 thì, 4 thì & 125 cc 4 thì)
- Zip SP (50  cc 2 thì, làm lạnh bằng chất lỏng)
- Liberty (50 cc 2 thì, 125 cc & 150 cc Quattrotempi)
- Liberty S (50 cc 125 cc 200 cc)
- Skipper ST (125 cc)
- Piaggio Ciao (50 cc)
- Si (50 cc)
- Superbravo (50 cc)
- Avanti (50 cc)
- Grillo (50 cc)
- Bravo (50 cc)
- Boxer (50 cc)
- Boxer 2 (50 cc)
- X7 125 (thị trường châu Âu), 250
- X7 Evo (125, 300 cc) - công bố năm 2009
- X8 125 (thị trường châu Âu), 250, 400
- XEvo 125, 250, 400
- X9 125/250 cc Evolution - kiểu Evolution models thay thế các kiểu X9 trước vào năm 2004, đặt vừa động cơ Honda
- X9 500 cc Evolution với một số tính năng bổ sung vào kiểu 125/250 cc
- BV200/250
- BV500 - phong cách tân cổ điển, tốc độ 100 mph
- Beverly (125 cc; 250 cc; 400 cc; 500 cc: Beverly: là tên Ý cho các kiểu BV
- Carnaby (125 cc & 200 cc)
- Free 50 (50 cc)
- Hexagon (125 cc; 150 cc; 180 cc; 250 cc)
- T (125 cc; 150 cc)ng chất lõng
- Zip 2000 (50 cc 4 thì)
- Zip sp '98 (50 cc 2 thì, làm lạnh bằng chất lỏng)
- Zip sp h2o (50 cc 2 thì, làm lạnh bằng chất lỏng)
- Quartz (50 cc 2 thì, làm lạnh bằng chất lỏng)

Danh sách này không đầy đủ, bạn cũng có thể giúp mở rộng danh sách.
- Medley 125cc, 150cc làm nguội bằng chất lõng, năm 2006 động cơ Iget4. Hiện tại là động cơ mới nhất của tập đoàn Piaggio. Trước Medley có vài dòng xe nữa chẳng hặn như Liberty...